# Panthera pardus pardus
Panthera pardus pardus, comummente conhecida como leopardo-africano, é uma subespécie de leopardo nativa do continente africano. Distribuí-se por várias partes da África subsaariana, porém o seu território de origem tem-se fragmentado, devido à destruição de habitats.

## Etimologia
Quanto ao nome científico desta espécie:
- O nome genérico, Panthera, provém do étimo latino, panthēra[4][5], que por seu turno remonta do grego antigo πάνθηρ[6]‎, sendo que todos estes étimos significam «pantera».

- Os epítetos específico e subespecífico, pardus, também provêm do latim[7], e também remontam do grego antigo, neste caso do étimo, πάρδος‎, que significa «pantera-macho; leopardo; leopardo-macho».[8]

Quanto ao nome comum «leopardo» o mesmo entra no português por via do latim lĕŏpardus o qual resultava da aglutinação dos étimos  lĕŏ (leão) e pardus (leopardo-macho), por se julgar que o leopardo era um híbrido dos dois animais.

## Características
Leopardos machos são maiores, pesam em média de 80 kg a 96 kg, sendo este último o peso máximo atingido por um macho. As fêmeas pesam cerca de 55 a 65 kg em média.
Entre os anos 1996 e 2000, 11 leopardos adultos receberam rádio-coleiras na terras da Namíbia. Os machos catalogados pesavam apenas 37,5 a 52,3 kg, e as fêmeas entre 24 a 33,5 kg.
Leopardos que habitam as montanhas dos Províncias Cabo ao sul parecem fisicamente diferentes dos leopardos que vivem mais ao norte. Seu peso médio pode ser apenas metade do que o leopardo que habita mais ao norte pesa.

## Distribuição e habitat
Leopardos africanos ocorrem na maior parte da África sub-saariana, ocupando tanto florestas quanto habitats áridos desérticos. Habitam uma vasta gama de habitats dentro de África, desde florestas em regiões montanhosas, até pastagens e savanas, excluindo somente regiões desérticas extremamente arenosas. Eles estão mais em risco em áreas de semi-deserto, onde os recursos são escassos, o que muitas vezes resulta em conflito com os agricultores nômades e seus rebanhos.

## Ecologia e comportamento
Os leopardos são geralmente mais ativos ao pôr do sol e o nascer do sol, horário em que costumam caçar. No Parque Nacional do  Kruger, leopardos machos e fêmeas com filhotes são relativamente mais ativos à noite do que as fêmeas solitárias. As maiores taxas de atividade diurna foram registrados em leopardos que habitavam matagais espinhosos durante a estação chuvosa, quando o impala também ficava.
Eles têm uma capacidade excepcional para se adaptar às mudanças na disponibilidade de presas, e têm uma dieta muito ampla. Se alimentam de vários animais, desde roedores , pássaros , pequenos e grandes antílopes, gazelas, lebres , artrópodes, até ungulados de tamanho médio(20-80 kg) como Elandes. Ocasionalmente caçam javalis, damaliscos, gnus e galinha-da-índia. Costumam capturar a presa e carregá-la para o alto de árvores, para evitar disputas com outros predadores.